# Зелений гай (парк, Черкаси)
Зелений гай — парк-пам'ятка садово-паркового мистецтва місцевого значення в Україні. Об'єкт розташований у місті Черкаси.

## Опис
Площа 3,5 га. Розташований у районі вул. Дахнівська та вул. Курортна. На території парку вдале поєднання відкритих галявин із посадками дерев хвойних порід, трав'яним покровом злакових трав, органічно вписані в загальний природний ландшафт.
Статус отримано згідно з рішенням Черкаської обласної ради від 27.11.2014 № 35-6/VI. Перебуває у віданні Черкаської міської ради.